# Адамо Тадоліні
Адамо Тадоліні (21 грудня 1788, Болонья — 16 лютого 1868, Рим) — італійський скульптор. Працював спочатку в Болоньї, а згодом — у Римі. Був засновником відомої династії римських скульпторів, принаймні три покоління якої професійно займалися скульптурою аж до другої половини XX століття.   

## З життєпису
Народився 21 грудня 1788 року в Болоньї в родині комерсанта Джованні Карло та Агати Далль-Орсо. Його дідом був скульптор Петроніо Тадоліні (1727 — 1813).
З 1808 року протягом 5 років він навчався в Академії образотворчих мистецтв у Болоньї під керівництвом Джакомо Де Марії (1762—1838). Здібний студент, він три роки поспіль здобував від Болонської академії премії Керландезі / premi Curlandesi (у 1811 — 1813 роках), що дало йому змогу вдосконалювати навички скульптора під керівництвом Антоніо Канови. З 1814 року молодий Тадоліні переїхав до Рима і працював у мистецькій студії А. Канови аж до смерті останнього (1822), згодом Тадоліні відкрив власну творчу майстерню. 
2 травня 1819 року Адамо одружився з Серафіною Пассамонті (1799-1848); від шлюбу народилися Корнелія (1820-1895), Сципіон (1822-1898), Тіто (1825-1909), Олена (1829-30), Аугусто (1832-1857) та Джудітта (1838-1915).
Був професором кафедри скульптури Римської академії мистецтв св. Луки.
Працював у стилі неокласицизму. Вроджене відчуття прекрасної форми разом з неабиякими творчими здібностями та незвичайними знаннями анатомії зробили Тадоліні ідеальним інтерпретатором та продовжувачем стилю Канови; він був одним з найбільш затребуваних скульпторів свого часу.